# Ястровець
Ястровець (пол. Jastrowiec, нім. Lauterbach) — село в Польщі, у гміні Болькув Яворського повіту Нижньосілезького воєводства.
Населення — 168 осіб (2011).
У 1975-1998 роках село належало до Єленьогурського воєводства.

## Демографія
Демографічна структура станом на 31 березня 2011 року:
|          | Загалом | Допрацездатний вік | Працездатний вік | Постпрацездатний вік |
| -------- | ------- | ------------------ | ---------------- | -------------------- |
| Чоловіки | 90      | 27                 | 52               | 11                   |
| Жінки    | 78      | 16                 | 46               | 16                   |
| Разом    | 168     | 43                 | 98               | 27                   |

## Галерея

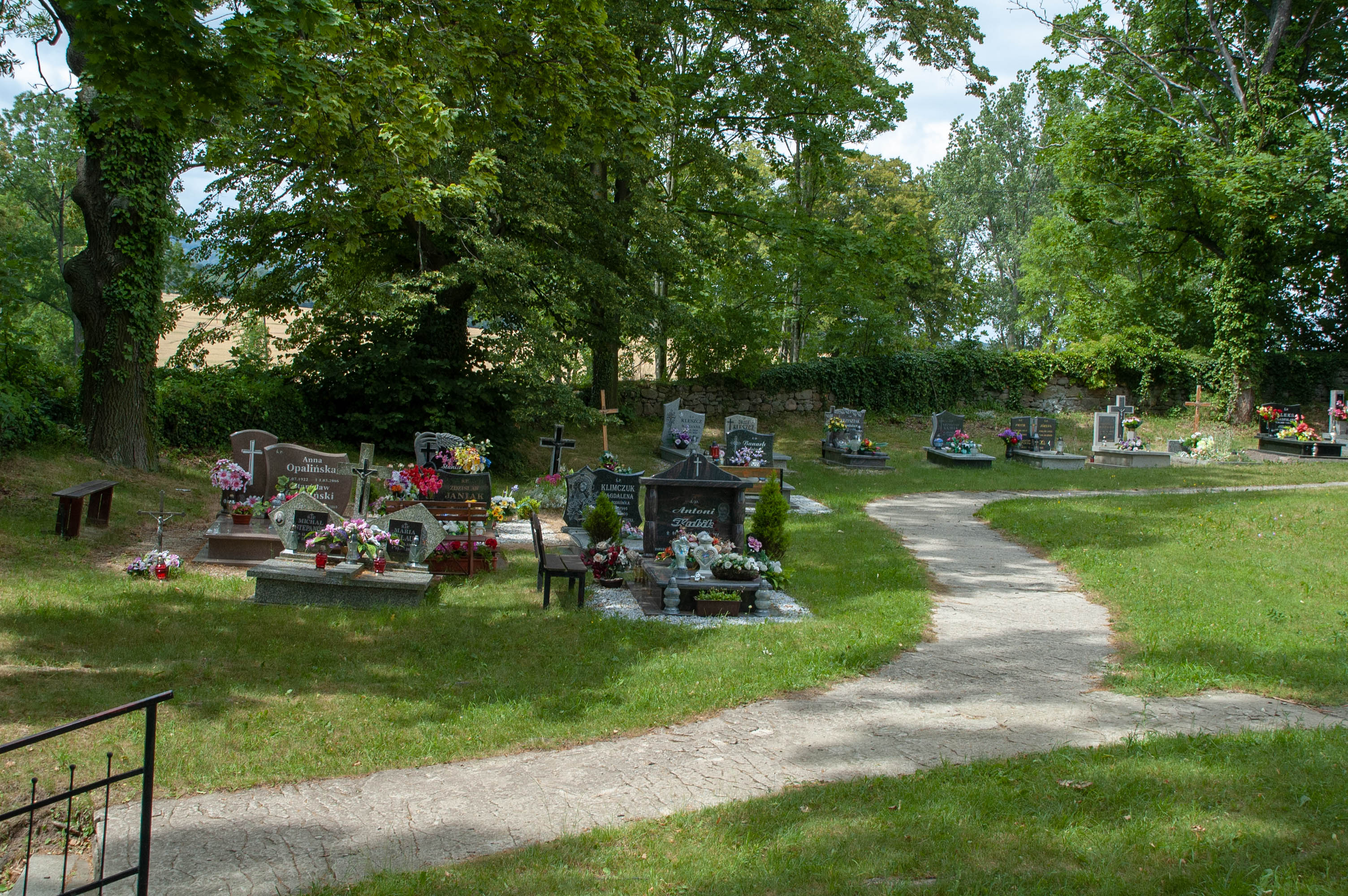
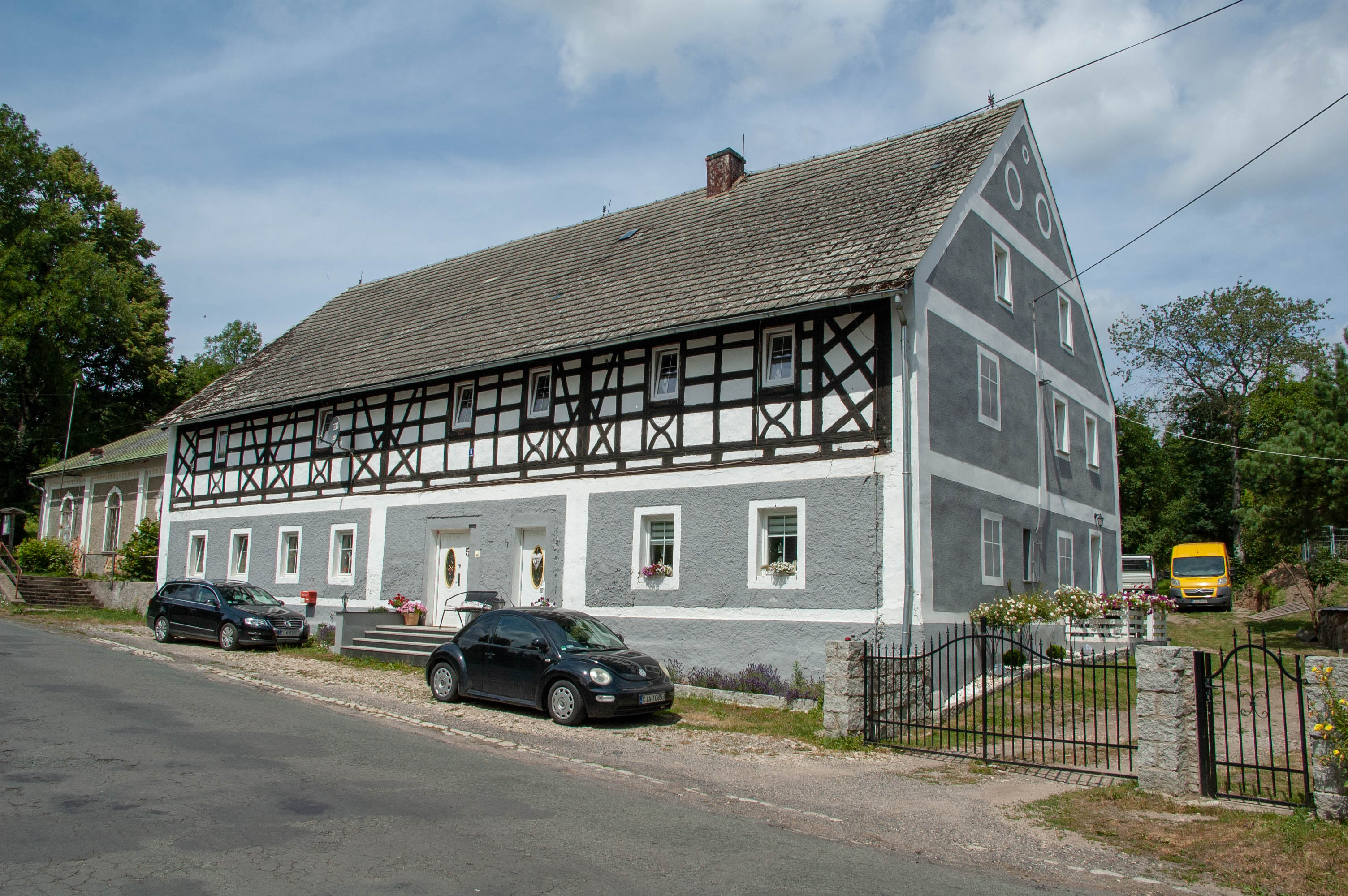
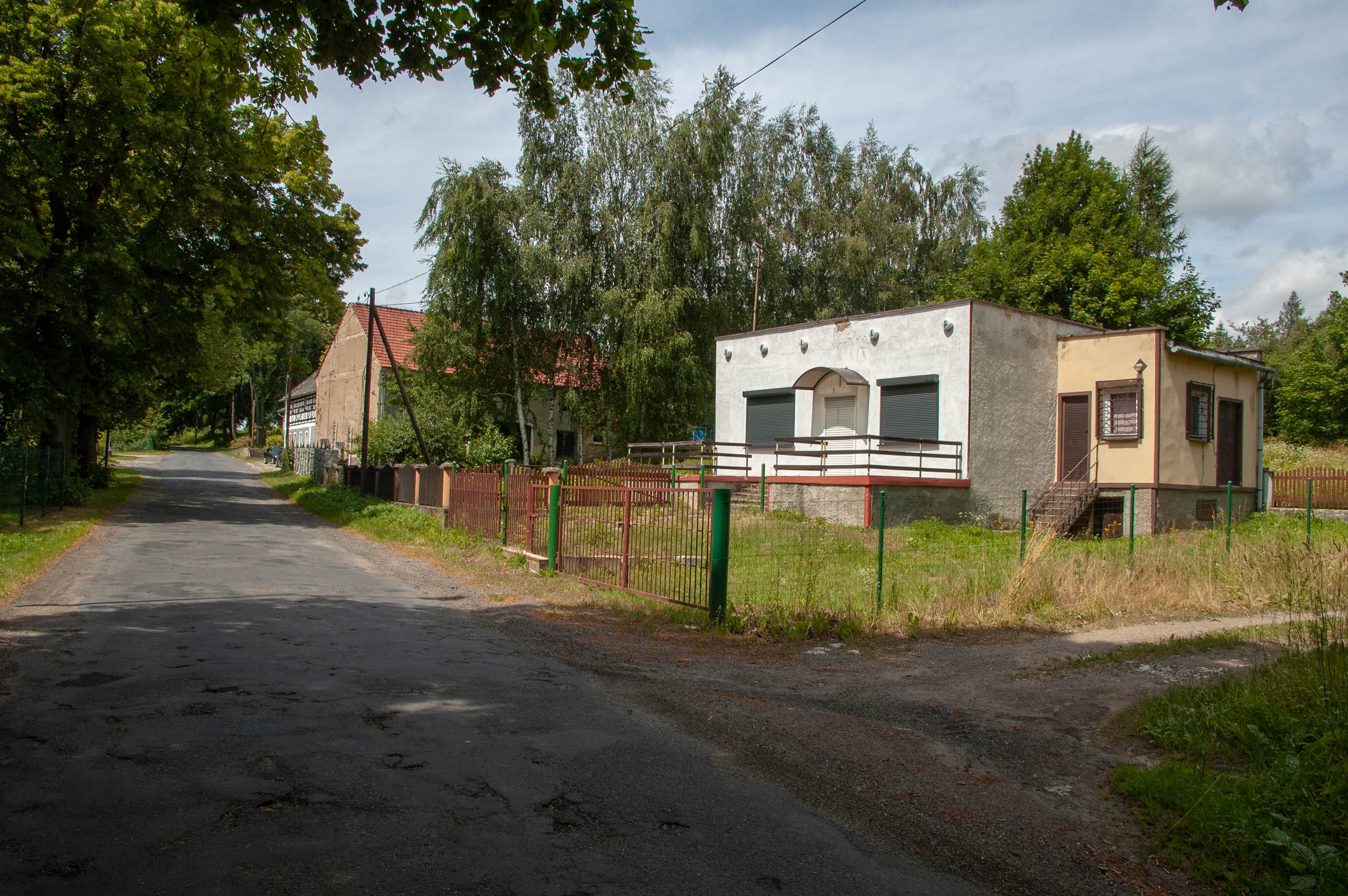